# Grumo Nevano
Grumo Nevano – miejscowość i gmina we Włoszech, w regionie Kampania, w prowincji Neapol. Położona 53 metry nad poziomem morza.Sąsiaduje z gminami Arzano, Casandrino. Frattamaggiore. Sant'Antimo, Sant’Arpino (CE).Nazwa wywodzi się od łacińskiego słowa Lump grumum , co oznacza „aglomeracja” lub „stos” (domów).
Według danych na rok 2004 gminę zamieszkiwały 18 883 osoby, 9441,5 os./km².